# 背斑軟皮䲁
背斑軟皮䲁（學名：Chalaroderma ocellata），為輻鰭魚綱鳚形目䲁科軟皮䲁屬的一種，分布於東南大西洋南非東倫敦的沙丹那灣至伊莉莎白港海域，本魚體延長，呈長橢圓形，側扁，頭部有觸鬚，頭鈍短，體色以淡褐色為底，身體密布大小不一的深色圓斑，頭部密佈橘色斑點，背鰭第三至第五硬棘部間有一黑色大眼斑，背鰭硬棘12-13枚、背鰭軟條19-21枚、臀鰭硬棘2枚、臀鰭軟條21-22枚，體長可達7公分，棲息在沿海礁岩區，通常躲在洞穴，一旦遇危險時以倒游方式躲入小洞穴中，僅露出頭部注視敵人，具領域性，雌魚產附著性卵，雄魚有護卵行為。